# 로빈 스틸

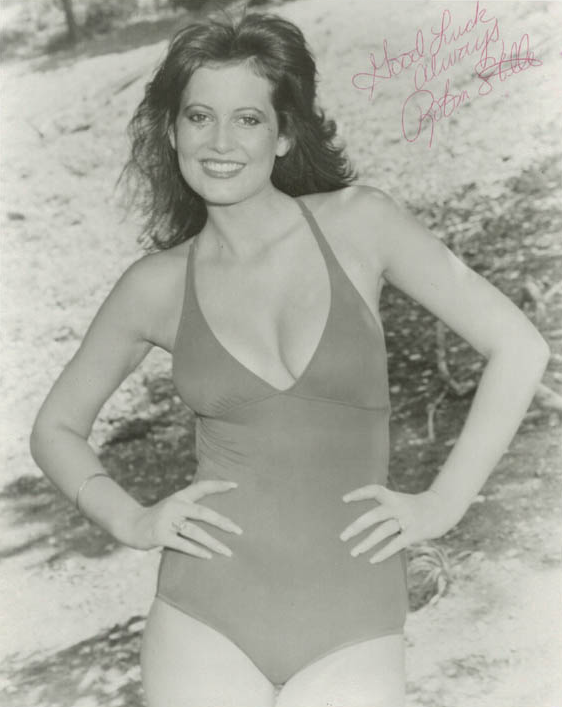

로빈 스틸(Robin Stille, 1961년 11월 24일 ~ 1996년 2월 9일)은 미국의 배우, 텔레비전 배우, 영화배우이다.
필라델피아에서 태어났으며 버뱅크에서 사망하였다.

## 영화
- 아메리칸 닌자 4 (1990년)
- 여학생 기숙사 (1988년) - 뱁스 피터슨 역
- 여름날 파티에서 대학살 (1982년)